# The Transplants
The Transplants ist eine 1999 gegründete Punk-Band aus Kalifornien (USA). Zu den Mitgliedern der Band gehören Travis Barker, der außerdem bei Box Car Racer und +44 spielte und seit 1998 bei blink-182 spielt, Tim Armstrong von Rancid und Rob Aston (aka Skinhead Rob).

## Werdegang
Auf ihrem selbstbetitelten Debüt verbanden sie Hip-Hop, Reggae, Drum and Bass, Dub sowie Punk und erzeugten damit einen Sound, der an The Clash, bzw. an die frühen Beastie Boys erinnerte. Unterstützt wurden die Transplants im Studio von einigen Gästen. So steuerte zum Beispiel Lars Frederiksen von Rancid für den Song We trusted You den Refrain bei und Brody Dalle – damals noch mit Transplants-Frontmann Armstrong verheiratet – ist ebenfalls auf dem Album zu hören.
Die erste Single-Auskopplung Diamonds and Guns ist besonders bekannt geworden, da dieser Song in den letzten Jahren als Hintergrundmusik in den Werbespots für Shampoos der Firma Garnier-Fructis genutzt wurde.
Nach einem Hiatus und der Wiedervereinigung der Gruppe folgte 2005 mit Haunted Cities das zweite Album der Band, das in weiten Teilen noch experimenteller ausfiel als das Debüt der Band. Unterstützt wurde die Gruppe bei den Aufnahmen unter anderem von der Rap-Legende Boo-Yaa T.R.I.B.E.
Da alle drei Bandmitglieder große Vinyl-Fans sind, ist das erste Album auch als Langspielplatten erschienen, während zu Haunted Cities nur die Single-Auskopplungen auf Vinyl erhältlich sind.
Die Band hat drei Singles veröffentlicht, die in verschiedenen Versionen erhältlich und begehrte Sammlerstücke sind. Eine Auflage der Single Diamonds & Guns zum Beispiel ist nicht – wie bei einer „normalen“ Schallplatte üblich – rund, sondern hat die Form des Logos der Band (stilisiertes männliches Gesicht mit einer Art Gasmaske). Die UK-Pressung der Single DJ, DJ ist als Picture-Vinyl erschienen, während von der 2005 zum zweiten Album erschienene Single zwei Versionen erhältlich sind, die jeweils eine verschiedene Version des Hits Gangsters & Thugs beinhalten.
Die bisher letzte offizielle Veröffentlichung der Transplants erschien 2006. Dabei handelt es sich nicht um neues Material, sondern um einen Remix des zweiten Albums Haunted Cities, eine sogenannte "Chopped and Screwed"-Version, produziert von dem Rapper und Freund der Band Paul Wall. Das Echo auf diese Platte war sehr gemischt, eher punkorientierte Fans der Band konnten wenig mit dem verzerrten und verlangsamten Sound anfangen, während sich das Album in Hip-Hop-Kreisen großer Beliebtheit erfreute. Transplants-Rapper Aston selbst ist der Meinung, dass die "Chopped and Screwed"-Version der Platte besser sei als die reguläre Erstveröffentlichung.
Im Januar 2006 gab Rob Aston in einem Interview die Auflösung der Band bekannt und bestätigte somit Gerüchte, die entstanden waren, nachdem die Band ihre Herbst-Tour 2005 gestrichen hatte.
Jedes der drei Mitglieder widmete sich anderen laufenden Projekten: Travis Barker spielt wieder bei blink-182, Rob Aston arbeitet an seiner Solo-Karriere und hat zusammen mit Paul Wall die Band Expensive Taste gegründet, in der auch Travis Barker das Schlagzeug bedient. Tim Armstrong spielt weiterhin bei Rancid und ist als Songwriter tätig.
Anfang 2010 kündigte Travis Barker via Twitter die zweite Reunion der Transplants an. Seitdem trifft sich die Gruppe wöchentlich jeden Dienstag, um an einem neuen Album zu arbeiten (die sogenannten Transplants-Tuesdays). Als Arbeitstitel für die Platte kursierte One Blood durch das Internet, was von der Band via Twitter aber am 12. Mai 2011 dementiert wurde. Außerdem kündigte Rob Aston eine Aktualisierung der Band-Homepage an.
Die ersten offiziellen musikalischen Lebenszeichen nach der Auflösung sind bereits veröffentlicht worden, dabei handelt es sich um einen Remix des Songs You Don’t Know Me von The Matches, unter anderem ist hier Tim Armstrong als Gastsänger zu hören und Travis Barker an den Drums.
Des Weiteren haben die Transplants auf dem Anfang 2011 erschienen Solo-Album Barkers einen Song (Saturday Night) beigesteuert. Für den entsprechenden Track wurde bereits ein Musikvideo von Estevan Oriol gedreht und auf YouTube veröffentlicht.
Als Release-Termin für das neue Album wurde erst der Dezember 2011 angegeben, es kam jedoch zu einer Verzögerung, da alle Mitglieder in andere Projekte eingespannt waren. Travis Barker nahm unter anderem eine neue EP mit blink-182 auf und arbeitete mit dem Rapper Yelawolf zusammen, Rob Aston gründete die D-Beat-Band Death March, während Tim Armstrong mit Rancid auf Europa-Tour war und zudem eine große Anzahl Songs für sein Solo-Projekt Tim Timebomb & Friends aufnahm. Im März 2013 gab die Band nun bekannt, dass die neue Platte fertig gemixt sei und im Mai 2013 erscheinen werde. Der endgültige Erscheinungstermin wurde noch einmal verschoben, worauf das Album schließlich am 25. Juni 2013 erschien. Zuvor wurde der endgültige Titel des Albums, In a Warzone, bekannt gegeben. Am 14. Mai 2013 ließ die Band auf ihrer Facebook-Seite verlauten, dass sich auf dem Album Gastbeiträge von Bun B, Equipto und Paul Wall befinden werden.
Bereits 2015 gab Travis Barker auf Facebook bekannt, dass die Transplants verschiedene Coverversionen von Punk- und Hip-Hop-Songs aufgenommen haben. Er veröffentlichte ein Bild mit Liedtiteln wie „Jump Around“(vermutlich House of Pain), Roots (eventuell von Sepultura) sowie „Saturday Night“ (hierbei könnte es sich um eine Neuauflage des Stücks von Barkers Soloalbum handeln). Als Kommentar sagte er, dass man mit den Aufnahmen bereits fast fertig sei. Danach hörte man allerdings zunächst nichts mehr von einer möglichen Veröffentlichung der Stücke. Erst am 19. Januar 2017 bestätigte Barker in einem Interview, dass die Transplants ein Coveralbum veröffentlichen werden.
Am 6. Juni, 2017, verbreitete die Band schließlich folgende Botschaft auf Facebook: "Friday the 13th. October 2017." (Freitag der 13. Oktober 2017). Dies führte zur Vermutung unter Fans, dass dies der Veröffentlichungstermin des angekündigten Coveralbums sein könnte. Am 29. Juli 2017 wurde diese Vermutung wiederum auf Facebook bestätigt. Allerdings soll es sich bei der Veröffentlichung nicht um ein Album, sondern lediglich um eine E.P. handeln: "If you couldn’t already tell, our covers ep "TAKE COVER" comes out 10/13/17. That’s Friday the 13th." (Wenn ihr es nicht schon wusstet, unsere Cover-EP namens "Take Cover" erscheint am 13. Oktober 2017. Das ist Freitag der 13.)

## Diskografie
- 2002: The Transplants (LP, Hellcat Records, UK: Silber)[3]
- 2002: Diamonds & Guns (Single, Hellact Records)
- 2002: DJ, DJ (Single, Hellcat Records)
- 2005: Haunted Cities (LP, Atlantic)
- 2005: Gangsters & Thugs (Single, Atlantic)
- 2006: Haunted Cities (LP, Chopped and Screwed, Atlantic)
- 2013: In a Warzone (LP, Epitaph Records)
- 2017: Take Cover (EP, Epitaph Records)

## Musikvideos
- 2002: Tall Cans in the Air (Promotion-Video)
- 2002: Diamonds & Guns
- 2002: DJ, DJ
- 2005: Gangsters & Thugs
- 2005: What I Can’t Describe (nicht offiziell veröffentlicht)
- 2011: Saturday Night
- 2015: Come Around